# Homoflexibilidade
A homoflexibilidade é uma orientação sexual que geralmente é descrita com a principal atração pelo mesmo sexo ou gênero, porém com atração ocasional para com pessoas de outro gênero ou sexo, sendo assim uma flexibilidade. Embora comparada à bissexualidade, a homoflexibilidade se distingue por ser uma orientação monossexual (homossexual, lésbica ou gay) flexível, ou seja, uma orientação predominantemente homossexual com atividades heterossexuais limitadas; o mesmo é válido para a heteroflexibilidade, que também é uma orientação monossexual, porém com atrações minoritárias e limitadas por indivíduos do mesmo gênero ou sexo.
A homoflexibilidade e heteroflexibilidade (ambas monoflexibilidades) geralmente são comparadas a bi-curiosidade (hetero-curiosiodade ou homo-curiosidade), mas ser "flexível" pode ser distinguido de ser "curioso" por não necessariamente querer experimentar a sexualidade, que geralmente define as características da bi-curiosidade. A melhor classificação nesse ponto seria a não-heterossexualidade. Monoflexível seria quem tem atração por um gênero apenas geralmente, ocasionalmente por múltiplos, abrangendo homoflexível e heteroflexível. Homos flexíveis são menos retratados comparados aos héteros flexíveis.
Outros termos mais específicos são usados para retratar a homoflexilidade das mulheres, como lesbiflexível (lesbiflexibilidade) e lesboflexível (lesboflexibilidade). Abreviações como homoflex, gay-flex (gayflexível ou gayflexibilidade), entre outras podem acontecer.
Existem estudos, artigos e citações desde 2003, e entre outros anos também retratando sobre indivíduos homoflexíveis e monoflexíveis, sua orientação, vivências e experiências coletivas e individuais.